# Taito Legends
Taito Legends è una raccolta di 29 giochi arcade pubblicata per la PlayStation 2, Xbox e PC nel mese di ottobre 2005. I giochi sono stati originariamente sviluppati da Taito Corporation. La versione europea è stata pubblicata da Empire Interactive, che aveva la licenza per il gioco sviluppato da Taito. La versione per il Nord e il Sud America è stata pubblicata da SEGA, anche se non è menzionata in nessuna parte del CD-ROM. Delle raccolte simili erano state commercializzate in precedenza da Taito in Giappone, sotto i nomi di: Taito Memories Vol. 1 (タイトーメモリーズ 上巻?, Taitō Memorīzu Joukan), Taito Memories Vol. 2 (タイトーメモリーズ 下巻?, Taitō Memorīzu Gekan), Taito Memories 2 Vol. 1 (タイトーメモリーズ2 上巻?, Taitō Memorīzu 2 Joukan) e Taito Memories 2 Vol. 2 (タイトーメモリーズ2 下巻?, Taitō Memorīzu 2 Gekan); i primi due realizzati nel 2005, gli ultimi due nel 2007.
I giochi in questa raccolta sono emulazioni dei loro rispettivi originali arcade; tuttavia, manca il software di supporto per la pistola laser in Operation Wolf, Operation Thunderbolt e Space Gun.
Le caratteristiche supplementari includono interviste con alcuni dei game designer e le copie dei volantini pubblicitari originali.
Sono stati commercializzati due seguiti: Taito Legends 2 per PlayStation 2, Xbox e PC e l'esclusiva per PSP Taito Legends Power-Up.

## Giochi
Taito Legends è costituito dai seguenti 29 giochi arcade:
- Battle Shark (1989)
- Bubble Bobble (1986)
- Colony 7 (1981)
- Continental Circus (1987)
- The Electric Yo-Yo (1982)
- Elevator Action (1983)
- Exzisus (1987)
- Gladiator (titolo originale: Ougon no Shiro. 1986)
- Great Swordsman (1984)
- Jungle Hunt (1982)
- The NewZealand Story (1988)
- The Ninja Kids (1990)
- Operation Thunderbolt (1988)
- Operation Wolf (1987)
- Phoenix (1980)
- Plotting (titolo originale: Flipull. 1989)
- Plump Pop (1987)
- Rainbow Islands (1987)
- Rastan (titolo originale: Rastan Saga. 1987)
- Return of the Invaders (1985)
- Space Gun (1990)
- Space Invaders (1978)
- Space Invaders Part II (1979)
- Super Qix (1987)
- ThunderFox (1990)
- Tokio (titolo originale: Scramble Formation. 1986)
- Tube-It (titolo originale: Cachat. 1993)
- Volfied (1993)
- Zoo Keeper (1982)

I titoli Colony 7, Tube-It, The Electric Yo-Yo, Zoo Keeper e Jungle Hunt non erano inclusi nelle raccolte di Taito Memories. Erano un'esclusiva per il mercato occidentale.